# Главный государственный инспектор РСФСР
Главный государственный инспектор Российской Федерации (РСФСР) — должность, учреждённая Президентом России Б. Н. Ельциным 14 августа 1991 года. Положение о Главном государственном инспекторе РСФСР и Контрольном управлении утверждено Указом Президента РСФСР от 24 сентября 1991 г. № 127 (Слово «государственный» в названии должности по Положению — со строчной буквы).
Согласно Положению Главный государственный инспектор назначался на должность и освобождается от должности Президентом России и работает под его непосредственным руководством; возглавляет Контрольное управление, которое является его рабочим аппаратом; обеспечивал взаимодействие Президента России с органами исполнительной власти республик в составе Российской Федераци (РСФСР), краев, областей, автономной области, автономных округов, городов Москвы и Санкт-Петербурга.
Указом Президента Российской Федерации от 4 марта 1993 года № 330 должность упразднена.

## Главные государственные инспекторы
1. Махарадзе Валерий Антонович — Указом Президента РСФСР от 14 августа 1991 г. № 45 назначен Главным государственным инспектором РСФСР — начальником Контрольного управления Администрации Президента РСФСР; Указом Президента Российской Федерации от 2 марта 1992 г. № 229 освобожден от должности Главного государственного инспектора Российской Федерации — начальника Контрольного управления Администрации Президента Российской Федерации
2. Болдырев Юрий Юрьевич — Указом Президента Российской Федерации от 2 марта 1992 г. № 230 назначен Главным государственным инспектором Российской Федерации — начальником Контрольного управления Администрации Президента Российской Федерации; Указом Президента Российской Федерации от 4 марта 1993 г. № 330 освобожден от должности Главного государственного инспектора Российской Федерации — начальника Контрольного управления Администрации Президента Российской Федерации

## Полномочия
Главный государственный инспектор от имени и по поручению Президента России был уполномочен:
- осуществлять контроль за деятельностью органов исполнительной власти в краях, областях, автономной области, автономных округах, городах Москве и Санкт-Петербурге, министерствах, государственных комитетах и других органах государственного управления Российской Федерации (РСФСР);
- обеспечивать единство системы государственного контроля в Российской Федерации (РСФСР)
- координировать деятельность представительств Президента России в республиках в составе Российской Федерации (РСФСР), представителей Президента России в краях, областях, автономной области, автономных округах, городах Москве и Санкт-Петербурге;
- осуществлять контроль за реализацией указов и распоряжений Президента России;
- ставить перед Генеральным прокурором, Министром внутренних дел и Председателем Комитета государственной безопасности РСФСР вопрос о расследовании фактов нарушения законодательства должностными лицами органов исполнительной власти.

## Права
- участвует в заседаниях органов, образуемых Президентом России, а также Совета Министров Российской Федераци (РСФСР);
- вносит в установленном порядке предложения Президенту России о назначении на должность и освобождении от должности глав администраций краев, областей, автономной области, автономных округов;
- вносит предложения Президенту России по кандидатурам на должности постоянных представителей Президента РСФСР в республиках в составе Российской Федераци (РСФСР), представителей Президента России в краях, областях, автономной области, автономных округах, городах Москве и Санкт-Петербурге;
- издает распоряжения по организации деятельности Контрольного управления, а также инструкции и рекомендации по осуществлению контроля;
- организует изучение практики по реализации контрольных функций в структуре президентской власти других государств.

## Контрольная коллегия

### Состав
Распоряжением Президента Российской Федерации от 29 января 1992 г. № 40-рп образована контрольная коллегия при Главном государственном инспекторе Российской Федерации в количестве 11 человек и утвержден персональный состав контрольной коллегии:
Председатель контрольной коллегии: 
- Главный государственный инспектор Российской Федерации В. А. Махарадзе

Члены контрольной коллегии: 
- Руководитель Государственной налоговой службы Российской Федерации (Министр Российской Федерации) И. Н. Лазарев
- Начальник контрольно-ревизионного управления Министерства экономики и финансов Российской Федерации Ю. А. Данилевский
- Председатель Государственного комитета по стандартизации, метрологии и сертификации при Президенте Российской Федерации С. Ф. Безверхий
- Начальник главного управления Государственной торговой инспекции по торговле и качеству товаров по Российской Федерации В. И. Бодрягин
- Начальник контрольно-ревизионного управления Центрального банка Российской Федерации А. Т. Лавров
- Начальник Государственной хлебной инспекции Комитета по хлебопродуктам Министерства торговли и материальных ресурсов Российской Федерации А. Н. Эстрин
- Председатель Государственного комитета санитарно-эпидемиологического надзора при Президенте Российской Федерации Е. Н. Беляев
- Начальник Государственной инспекции по качеству продукции Главзаготпоставки Министерства сельского хозяйства Российской Федерации Н. А. Стародубцев
- Начальник Главного управления ветеринарии Министерства сельского хозяйства Российской Федерации — Главный государственный ветеринарный инспектор Российской Федерации О. З. Исхаков
- Начальник инспекции государственного архитектурно-строительного надзора Министерства архитектуры, строительства и жилищно-коммунального хозяйства Российской Федерации В. Д. Немерцев.

Распоряжением Президента Российской Федерации от 25 марта 1992 г. № 125-рп Махарадзе Валерий Антонович освобожден от обязанностей председателя контрольной коллегии при Главном государственном инспекторе Российской Федерации; председателем контрольной коллегии при Главном государственном инспекторе Российской Федерации назначен Главный государственный инспектор Российской Федерации — начальник Контрольного управления Администрации Президента Российской Федерации Болдырев Юрий Юрьевич.

### Функции
Согласно Положению о контрольной коллегии при Главном государственном инспекторе Российской Федерации, утверждённому распоряжением Президента Российской Федерации от 17 февраля 1992 г. № 54-рп контрольная коллегия:
- обеспечивает организацию комплексных проверок работы органов исполнительной власти и других органов государственного управления Российской Федерации по выполнению ими указов и распоряжений Президента и Правительства Российской Федерации;
- осуществляет меры по координации работы центральных контролирующих органов на территории Российской Федерации, повышению эффективности контроля;
- объединяет усилия межведомственных контролирующих органов на важнейших направлениях развития экономических реформ, проблемах экономики и социальной сферы, защите интересов граждан;
- рассматривает положение дел с организацией внутриведомственного финансового контроля, а также вопросы, вносимые на обсуждение входящими в контрольную коллегию руководителями контролирующих органов;
- заслушивает результаты проверок, проводимых Контрольным управлением Администрации Президента Российской Федерации и центральными органами межведомственного контроля, входящими в состав контрольной коллегии;
- обеспечивает эффективность выполнения контролирующими органами полномочий, предусмотренных законодательством;
- издает и направляет за подписью Главного государственного инспектора Российской Федерации обязательные к исполнению предписания органам исполнительной власти краев, областей, автономной области, автономных округов, городов Москвы и Санкт-Петербурга, а также министерствам, государственным комитетам и другим органам государственного управления Российской Федерации и их должностным лицам;
- вносит на рассмотрение Президента и Правительства Российской Федерации заключения по результатам проверок и вопросам деятельности должностных лиц органов исполнительной власти.